# Yeah! Break! Care! Break!
「Yeah! Break! Care! Break!」（ヤ・ブレ・カ・ブレ）は、谷本貴義（Dragon Soul）、押谷沙樹の8枚目のシングル。2009年6月24日発売。

## 概要
フジテレビ系アニメ『ドラゴンボール改』エンディングテーマ。歌詞にはかめはめ波など、『ドラゴンボール』に関連した用語が出てくる。CDジャケットには孫悟空、クリリン、孫悟飯、ピッコロが描かれている。
3万枚限定で生産された初回盤には、カードダス「ドラゴンボール改ドラゴンバトラーズ」で使用できるエンディング・オリジナル・バトラーカードが付いている。

## 収録曲
1. Yeah! Break! Care! Break! [3:42]
歌 - 谷本貴義
作詞 - 森由里子、作曲 - 岩崎貴文、編曲 - 京田誠一
2. Over the Star [4:39]
歌 - 押谷沙樹
作詞 - 森由里子、作曲・編曲 - cAnON.
3. Yeah! Break! Care! Break!（Original Karaoke） [3:42]
4. Over the Star（Original Karaoke） [4:39]

| テレビアニメ『ドラゴンボール改』エンディングテーマ 2009年4月5日 - 2010年4月25日 |                                                       |                                               |
|                                                                                 | 谷本貴義（Dragon Soul） 『Yeah! Break! Care! Break!』 | 次作： チームドラゴン from AKB48 『心の羽根』 |